# Noi, My, Us
Noi, My, Us è il terzo album del compositore romano Pierluigi Castellano, pubblicato nel 1990 dalla Mantra Records.
Noi, My, Us venne ben recensito da molte riviste specializzate italiane e venne votato dalla redazione del mensile Rockerilla come miglior album italiano dell'anno.
Il My(Мы) del titolo significa "noi" in russo, su ispirazione del romanzo di fantascienza distopica Noi (1924) dello scrittore russo Evgenij Ivanovič Zamjatin.
Le immagini in copertina sono tratte da Amish quilts of Lancaster County pubblicate da Esprit De Corp nel 1990 a San Francisco.

## Tracce
1. Traviata (Baccanale) - 0:42 -
2. In A Wonderland - 4:03 -
3. Nate Zeko - 3:30 -
4. Voja Fese - 5:00 -
5. Towitara (Lost In Dream) - 8:50 -
6. Flatland  - 3:05 -
7. Zavasta Kino  - 8:30 -
8. Natività  - 5:50 -
9. My  - 11:35 -
10. Traviata (Valzer) - 2:35 -

## Formazione
- Pierluigi Castellano - sintetizzatore
- Davide Amodio - violino
- Dante Cianferra - cello
- Patrizia Nasini - voce
- Luca Sanzò - viola
- Ugo Gennarini - clarinetto
- Antonio Leofreddi - violino
- Massimo Bartoletti - tromba